# Le Filicaie
Le Filicaie sono una cresta montana dell'isola d'Elba. 
Situate nella parte occidentale dell'isola, fanno parte della Catena del Monte Capanne e raggiungono un'altezza di 870 metri sul livello del mare. La cresta si trova a breve distanza da quella delle Calanche.
Il toponimo Filicaie deriva dal latino filicarium («felceto») per la numerosa presenza della felce Pteridium aquilinum.
Dalla cresta, sul versante meridionale, ha inizio il Fosso dei Filicai.
Dalle Filicaie passa la Via ferrata del Monte Capanne.

## Ambiente
L'avifauna è rappresentata soprattutto dal corvo imperiale, mentre la vegetazione è composta da gariga caratterizzata dai cuscinetti spinosi di Genista desoleana, da Crocus ilvensis, Crataegus monogyna e Ornithogalum umbellatum.